# Pastilla (micrófono)

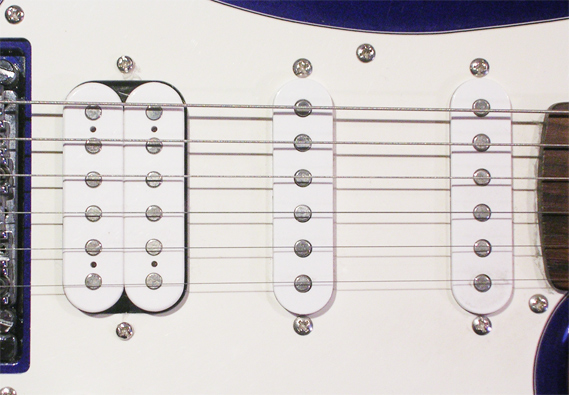
Tres cápsulas magnéticas en una guitarra eléctrica.
(Contando de izquierda a derecha hay una humbucker y dos single coil).

La pastilla (o pickup en su traducción inglesa), micrófono o cápsula es un transductor que hace las veces de micrófono en instrumentos musicales eléctricos. Se utiliza principalmente en instrumentos de cuerda como por ejemplo la guitarra eléctrica, el bajo eléctrico y el violín eléctrico.

## Pastillas electromagnéticas
Están formadas por un imán permanente rodeado por un bobinado de alambre de cobre. Cuando un cuerpo metálico ferromagnético (en este caso las cuerdas) se mueve dentro del campo magnético de un imán permanente, se provoca una corriente inducida en el bobinado, proporcional a la amplitud del movimiento y de frecuencia igual a la de la oscilación del objeto. Esta corriente es muy débil, por lo que el cableado del interior del instrumento, así como el cableado hasta la amplificación, debe estar muy bien apantallado para evitar ruidos parásitos.

## Salida
El voltaje de salida de las pastillas varía entre 100 mV rms hasta 1 V rms en algunos modelos.
Algunas pastillas de alta señal consiguen un nivel de salida tan alto utilizando imanes muy potentes, que producen más flujo magnético y, por lo tanto, una salida mayor. Esto puede ser perjudicial para la calidad del sonido porque los imanes tienden a atraer las cuerdas, lo cual hace que su amplitud decrezca demasiado rápidamente (el sonido se apaga pronto). Otras cápsulas de alta señal tienen una bobina con más espiras. Sin embargo, esto aumenta la impedancia de salida, lo cual puede afectar a las frecuencias altas si la cápsula no se aísla con un amplificador-seguidor (buffer)

## Sonido
Las distintas espiras de la bobina están muy juntas, lo cual actúa como un condensador en paralelo con la bobina, que produce una respuesta en frecuencia característica de cada pastilla, llegando a resonar a ciertas frecuencias. Cuantas más espiras tenga la bobina, mayor voltaje de salida ofrecerá, pero con mayor impedancia y menor frecuencia de resonancia. Son pastillas con una linealidad inferior a otro tipo de captadores, como las piezoeléctricas y las ópticas. De todas formas, desde un punto de vista artístico, esta no linealidad puede ser positiva.

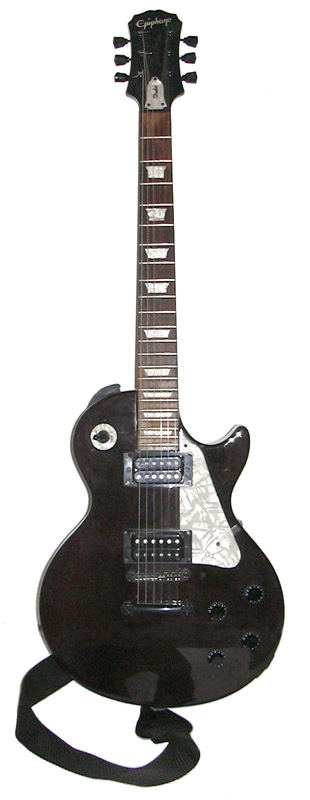
Guitarra eléctrica con dos pastillas humbucker.

La carga generalmente consiste en una resistencia, (los potenciómetros de volumen y tono, junto con la resistencia hasta tierra, del cable y el amplificador), y condensadores (los condensadores del control de tono y la capacidad que aparece entre la señal y la malla del cable). El sistema completo forma un filtro paso-bajo de segundo orden. Si se tienen en cuenta las distintas capacidades y resistencias, se produce una respuesta en frecuencia distinta.

## Humbucker

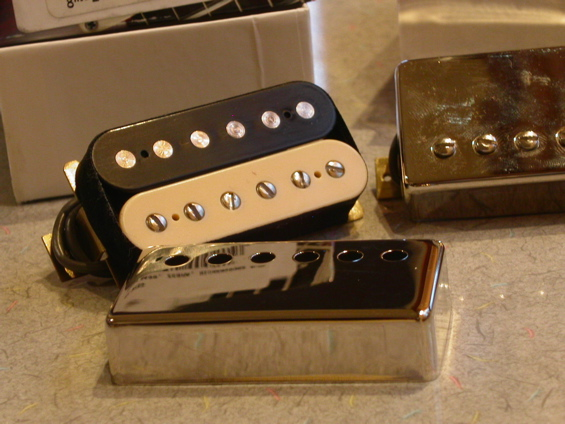
Ejemplo de pastillas humbucker: diseño con doble bobina, una descubierta y otra con cubierta metálica, utilizadas en guitarras eléctricas para reducir el ruido y mejorar la calidad del sonido.

Un problema de las pastillas electromagnéticas es que captan las interferencias de 50 o 60 Hz de la red de distribución eléctrica y sus armónicos. Para prevenir ese efecto, la compañía estadounidense Gibson diseñó en 1955 un modelo de cápsula que consiste en dos cápsulas normales (las vistas hasta entonces) pero con la diferencia de que los imanes y el sentido de las espiras está invertido, y conectadas juntas. De esta forma, cualquier ruido electromagnético ambiental será cancelado.
Un efecto de esta combinación es que, cuando se conectan en serie (la conexión más común), la inductancia del conjunto aumenta, lo cual baja la frecuencia de resonancia del sistema y atenúa las altas frecuencias. Otro efecto de esta combinación es que puede aumentar la tensión de salida, por lo que la ganancia del preamplificador se tiene que ver reducida, para evitar efectos de distorsión por saturación.
Las pastillas humbucker, vienen en dos variaciones (aunque pueden ser más dependiendo del fabricante) basadas en el material de fabricación. Una es la pastilla de Alnico, la cual da mayor salida y contundencia al sonido, idealmente diseñada para estilos como el rock, blues, punk y heavy metal; y otra es la pastilla de Cerámico, la cual da un sonido más grave y profundo.

## Pastillas piezoeléctricas

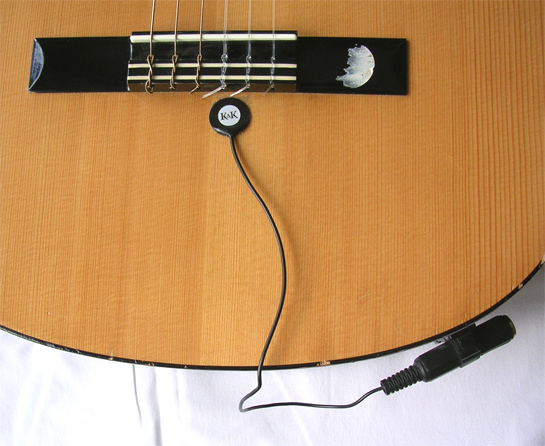
Ubicación de las pastillas piezoeléctricas en una guitarra.

Las pastillas piezoeléctricas se basan en el efecto piezoeléctrico. Suelen ir en el puente o en los asientos de las cuerdas, pues deben estar en icacición de las pastillas piezoeléctricas en una guitarra.contacto casi directo con la cuerda. Su sonido es más natural que el de las electromagnéticas. Este modelo de pastillas tiene una impedancia de salida muy alta, y muchas veces se utiliza un preamplificador para evitar pérdida de señal, filtrado y ruido en el cable del instrumento. Un cuerpo sólido provee espacio para los circuitos y una batería.
En los últimos tiempos TAV pickups ha diseñado pastillas con una impedancia de salida media y una respuesta de frecuencia uniforme.